# Coronació de Napoleó
|  | Per a altres significats, vegeu «La coronació de Napoleó». |

La coronació de Napoleó com a emperador dels francesos va tenir lloc el diumenge 2 de desembre de 1804 (11 de frimari, any XIII segons el calendari republicà francès) a Notre-Dame de París. Va marcar "la instantània de l'imperi modern" i era una "obra transparent de la propaganda moderna".
Napoleó volia establir la legitimitat del seu regnat imperial, amb la seva nova família reial i la seva nova noblesa. Amb aquesta finalitat, va dissenyar una nova cerimònia de coronació a diferència de la dels reis de França, que posava èmfasi en la consagració (sacre) i la unció del rei i era conferida per l'arquebisbe de Reims a la catedral de Reims. La de Napoleó va ser una cerimònia sagrada que es va celebrar a la gran catedral de Notre Dame de París en presència del papa Pius VII. Napoleó va reunir diversos ritus i costums, incorporant cerimònies de tradició carolíngia, l'Antic règim i la Revolució Francesa, tot presentat en un luxe sumptuós.
El 18 de maig de 1804 el Senat conservador va vestir el govern republicà de la Primera República Francesa en un emperador, i van seguir els preparatius per a una coronació. L'elevació de Napoleó a l'Emperador va ser aprovada per la ciutadania francesa en el referèndum constitucional francès de 1804. Entre les motivacions de Napoleó per coronar-se es trobava la de guanyar prestigi en els cercles reialistes i catòlics internacionals i establir les bases d'una futura dinastia.:243

## Preparatius

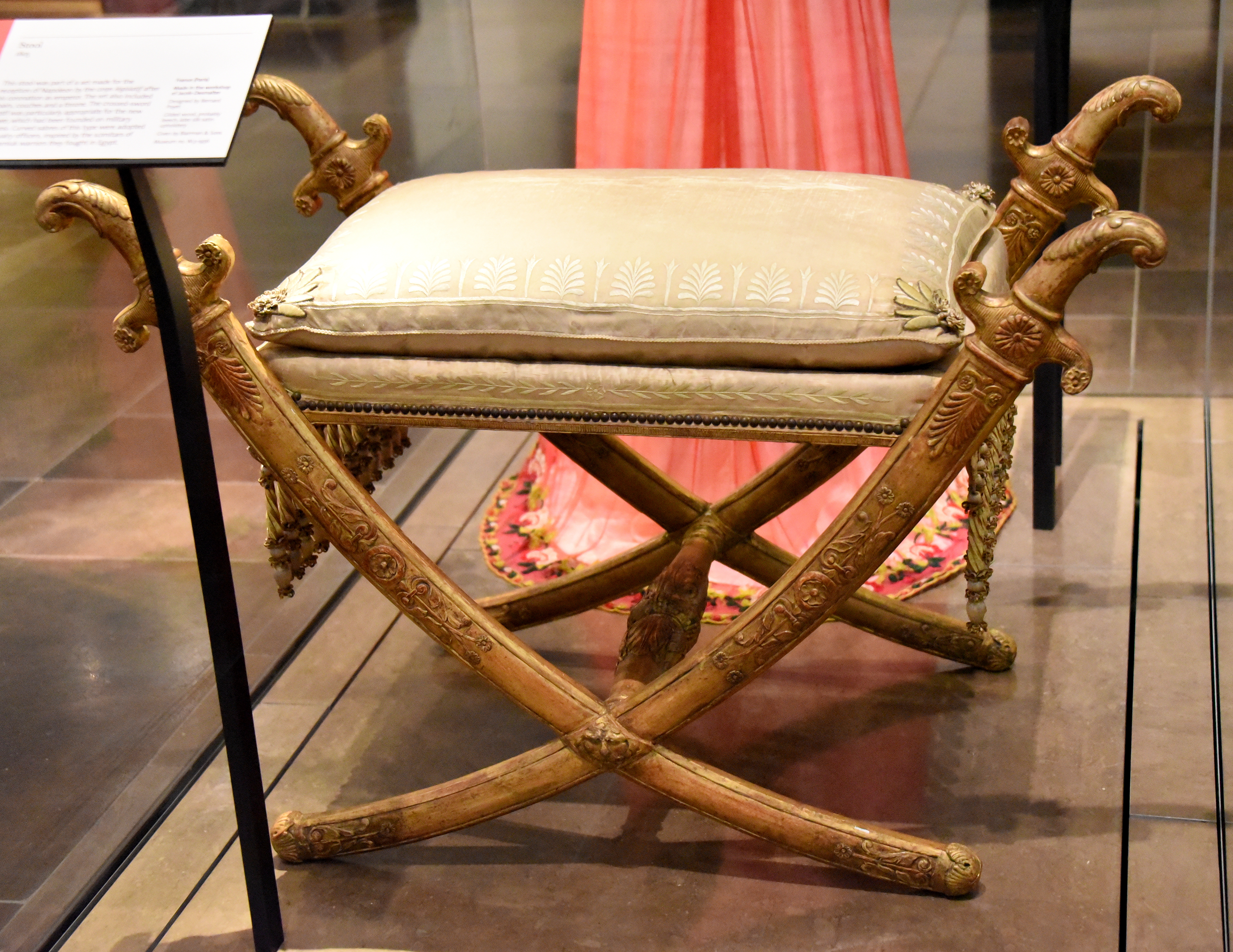
El tamboret que formava part d'un conjunt destinat a la recepció de Napoleó pel cos legislatiu després de la seva coronació com a emperador. Realitzat al taller de Jacob-Desmalter, dissenyat per Bernard Poyet, 1805. The Victoria and Albert Museum, Londres

Quan el papa Pius VII va acceptar anar a París per oficiar la coronació de Napoleó, es va establir inicialment que seguiria la litúrgia de la coronació del pontifical romà. No obstant això, després de l'arribada del Papa, Napoleó va convèncer la delegació papal perquè permetés la introducció de diversos elements francesos en el ritu, com el cant del Veni Creator per a la processó d'entrada del monarca, l'ús de crisma en lloc de l'oli dels catecúmens per a la unció (tot i que s'utilitzaven les oracions d'unció romanes), col·locant l'oli sagrat al cap i a les mans en lloc del braç i la part posterior del coll, i la inclusió de diverses pregàries i fórmules del cerimonial de la Coronació Francesa dels Reis, per beneir la regalia a mesura que es lliurava. En essència, es van combinar elements romans i francesos en un nou ritu únic per a l'ocasió. També, el ritu especial compost ad hoc va permetre a Napoleó quedar-se majoritàriament assegut i no agenollar-se durant el lliurament de la regalia i durant diverses altres cerimònies, i va reduir la seva acceptació del jurament exigit per l'Església al començament de la litúrgia a una sola paraula.

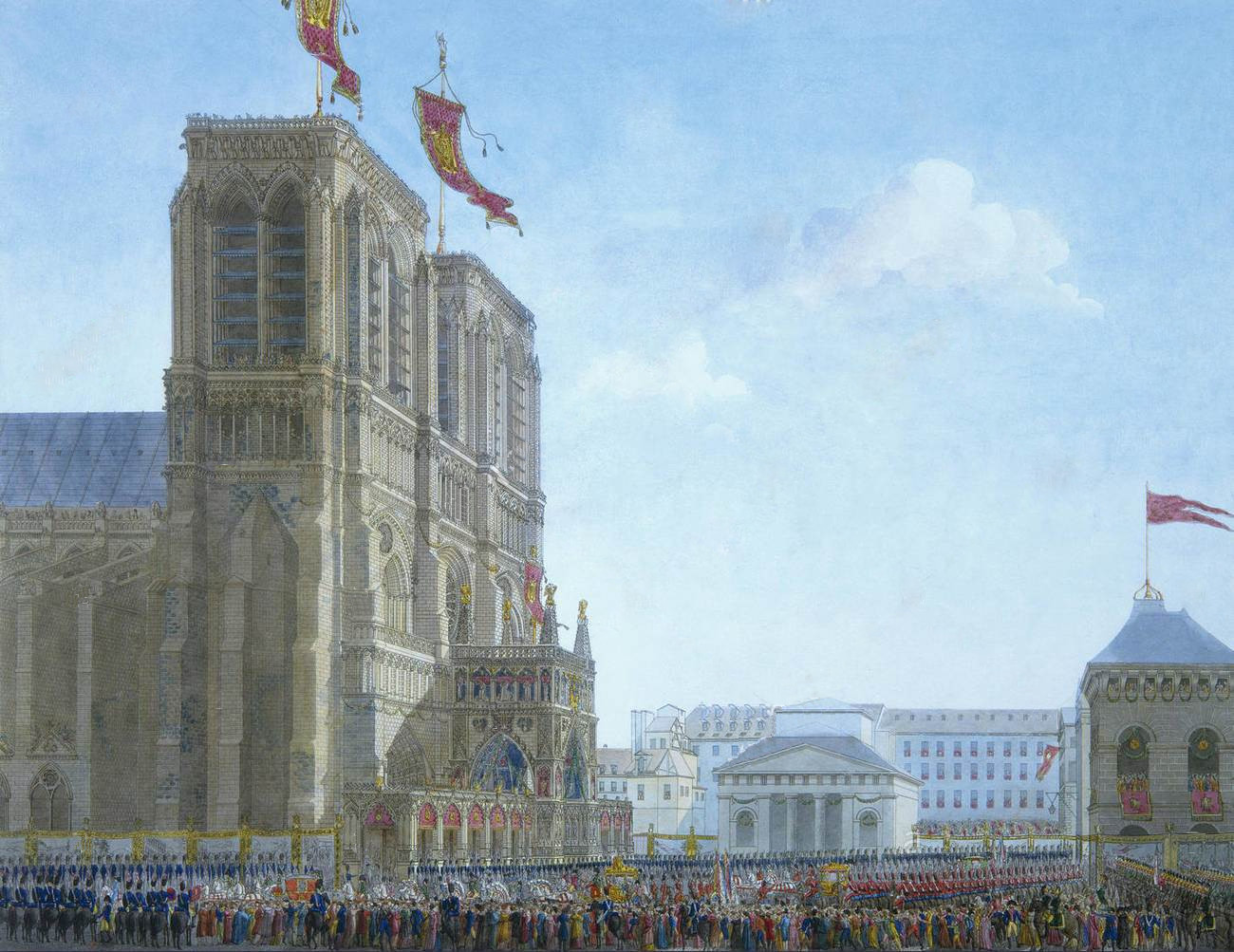
Arribada de Napoleó a Notre-Dame per la seva coronació

Al no voler ser un monarca de l'Antic Règim, Napoleó va explicar: «Ser rei és heretar idees antigues i genealogia. No vull descendir de ningú».

## Cerimònia

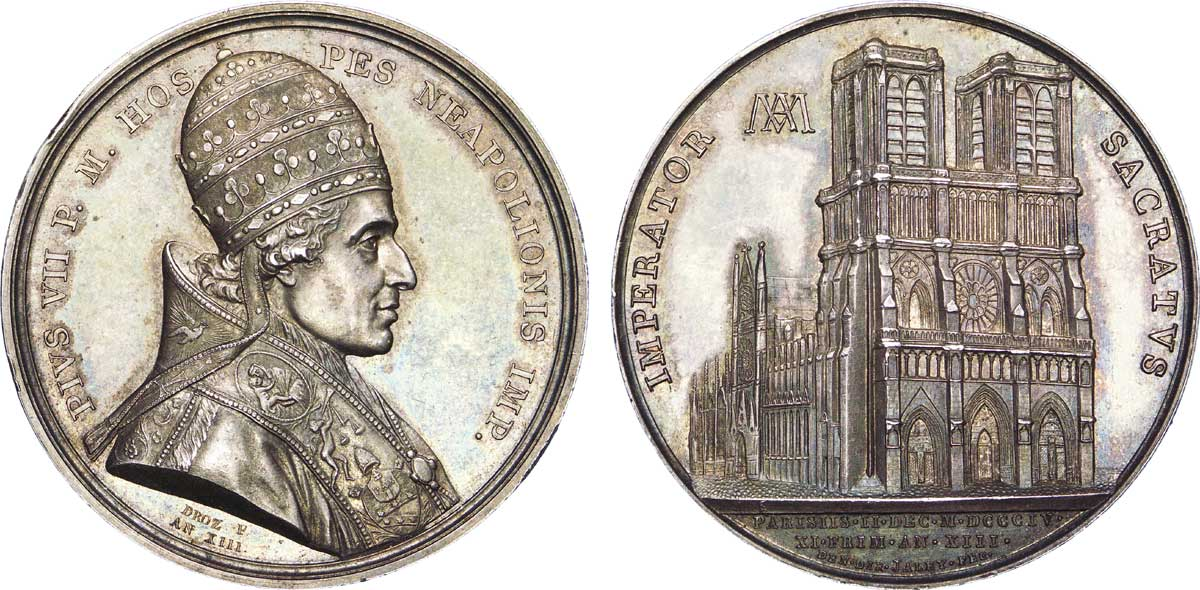
Moneda commemorativa amb la imatge de Pius VII a l'anvers i Notre-Dame de París al revers. Tingueu en compte que la data al revés es dona segons els calendaris revolucionaris gregorians i francesos.

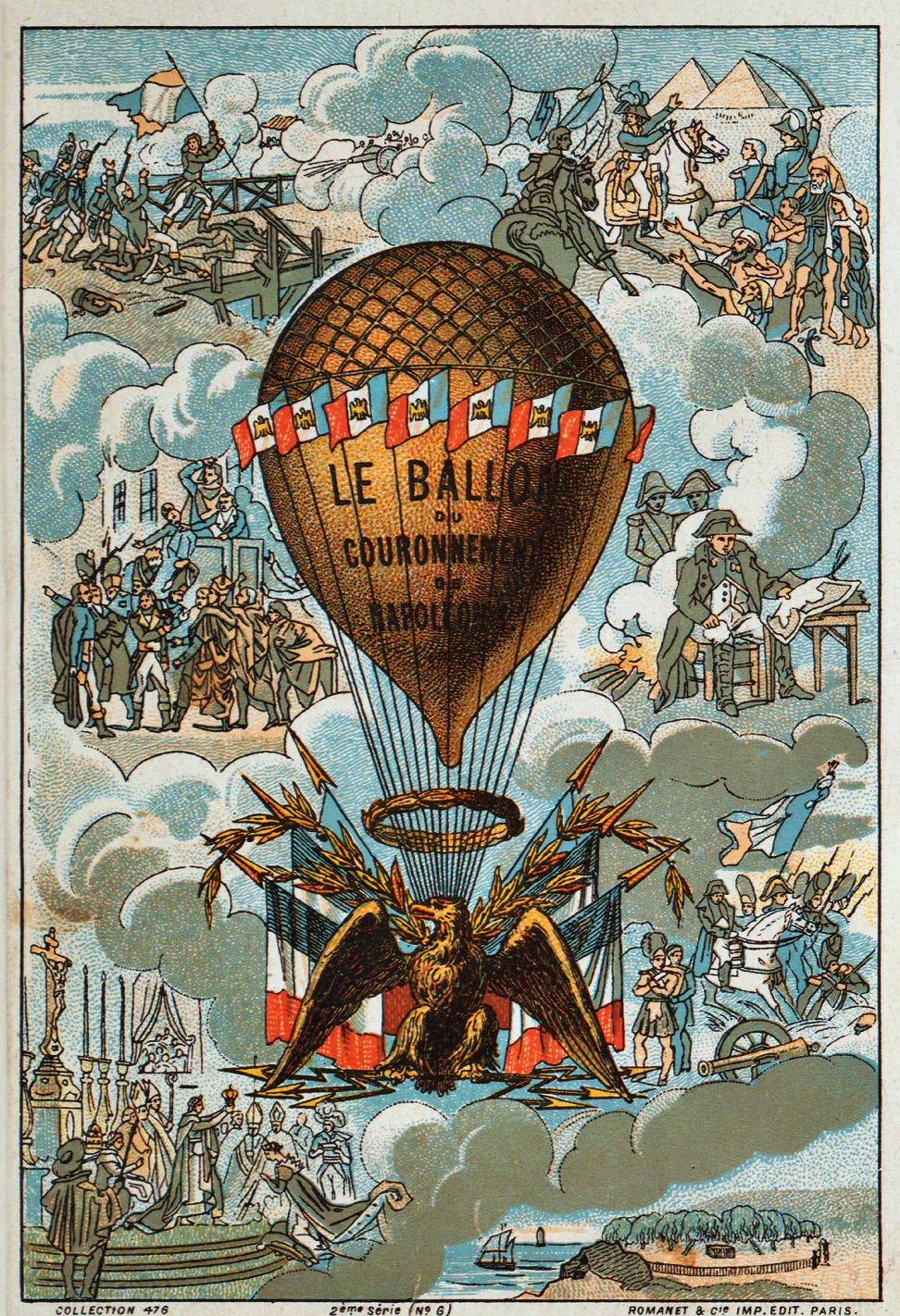
El globus de coronació

Segons Louis Constant Wairy, Napoleó es va despertar a les 8:00 del matí al so d'una canonada, va sortir de les Tuileries a les 11 del matí amb una armilla de vellut blanc amb brodats d'or i botons de diamants, una túnica de vellut carmesí i un abric curt carmesí amb folre de setí, una corona de llorer al front.:54 El nombre d'espectadors, segons estimava Wairy, va estar entre els quatre i els cinc mil, molts dels quals havien ocupat els seus llocs tota la nit malgrat els ruixats intermitents que van deixar clar al matí.:301
La cerimònia va començar a les 9 del matí quan la processó papal sortia des de les Tulleries dirigida per un bisbe en una mula que sostenia el crucifix papal. El papa va entrar primer a Notre Dame, a l'himne Tu es Petrus, i va ocupar el seu seient en un tron a prop de l'altar major. El carruatge de Napoleó i Joséphine estava tirat per vuit cavalls bais i escortat per granaders a cavall i gendarmes d'elit. Les dues parts de la cerimònia es van celebrar a diferents extrems de Notre Dame per contrastar les seves facetes religioses i laiques. Des del front de Notre Dame es va llançar un globus no tripulat, obert amb tres mil llums en un patró de corona imperial, durant la celebració.

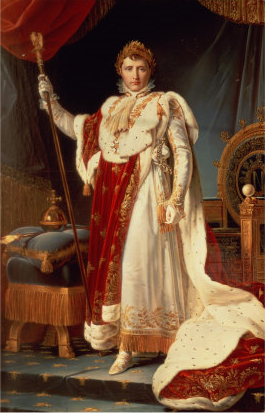
Napoleó amb robes de coronació per François Gérard

Abans d'entrar a Notre Dame, Napoleó estava vestit amb una túnica blanca de setí blanc brodada en fil d'or i Josephine portava de manera similar un vestit d'estil imperial de setí blanc brodat en fil d'or. Durant la coronació fou vestit formalment en un pesat mantell de coronació de vellut carmesí folrat d'ermini; el vellut estava recobert d'abelles daurades brodades, extretes de les abelles daurades entre la regalia que s'havia descobert a la tomba merovíngia de Khilderic I, símbol que mirava més enllà del passat borbònic i que vinculava la nova dinastia amb els antics merovingis; l'abella va substituir la flor de lis a tapissos i peces de vestir imperials. El mantell pesava almenys vuitanta lliures i va comptar amb el suport de quatre dignataris.:299 Josephine estava al mateix temps vestida formalment amb un mantell de vellut carmesí similar brodat amb abelles en fil d'or i revestit d'ermini, que estava a càrrec de les tres germanes de Napoleó. Hi va haver dues orquestres amb quatre cors, nombroses bandes militars tocant marxes heroiques i més de tres-cents músics.:302 Un cor de 400 veus va interpretar la "Missa" i el "Te Deum" de Paisiello. Com que la corona reial tradicional havia estat destruïda durant la Revolució Francesa, l'anomenada "Corona de Napoleó", feta semblar medieval i anomenada "corona de Carlemany" per a l'ocasió,:55 esperava a l'altar. Mentre que la corona era nova, es considera que el ceptre pertanyia a Carles V i l'espasa a Felip III.

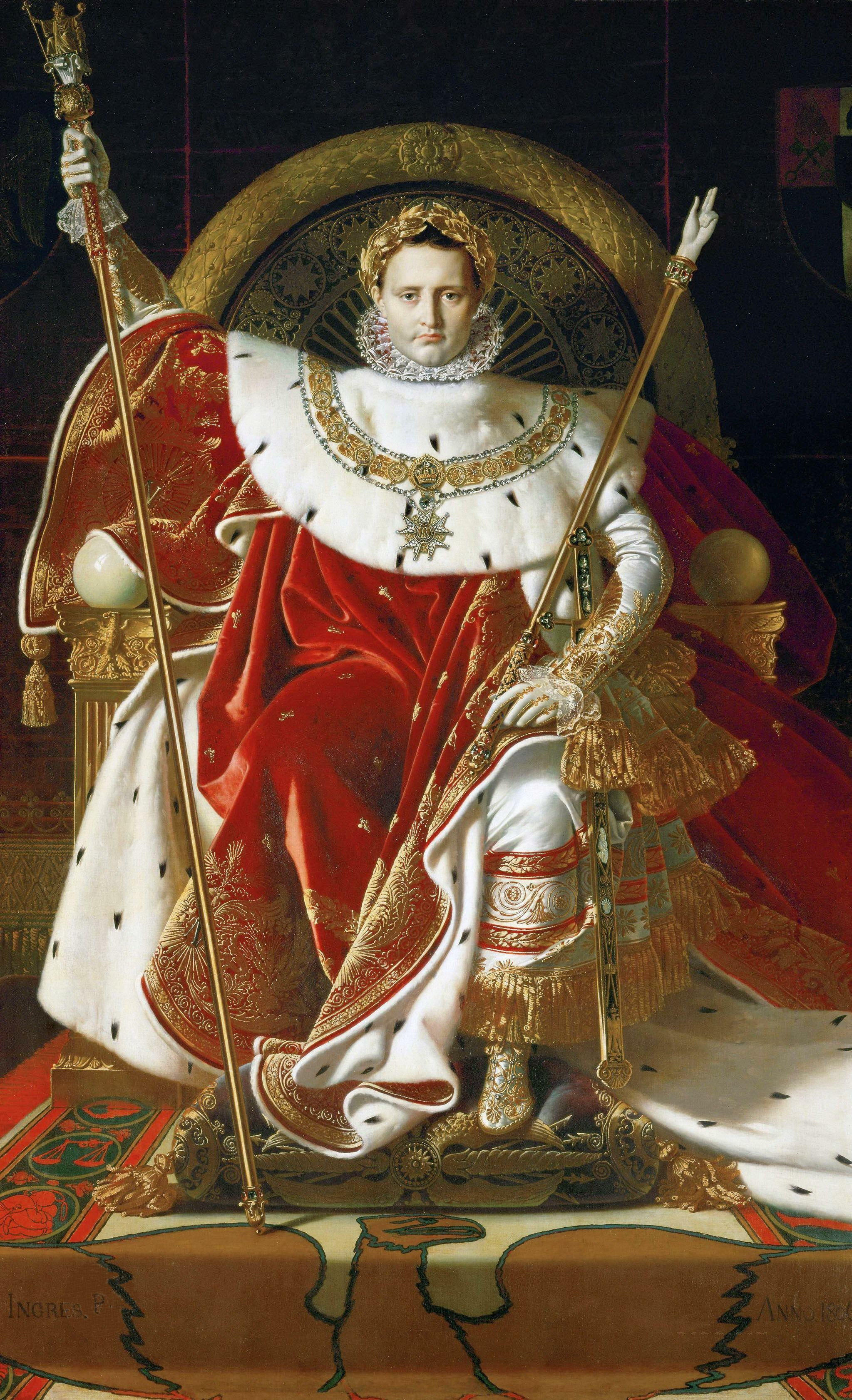
Napoleó I al seu Tron Imperial per Jean-Auguste-Dominique Ingres, 1806

La coronació pròpiament va començar amb el cant de l'himne Veni Creator Spiritus, seguit del versicle "Senyor, envia el teu Esperit" i respon "I torna a renovar la cara de la terra" i la col·lecta de la festa de Pentecosta: «Déu, que heu ensenyat els cors dels vostres fidels enviant-los la llum del vostre Esperit Sant...» Després d'aquesta oració, «Déu Totpoderós, etern, el Creador de tots...» Durant la Lletania dels Sants, l'emperador i l'emperadriu van romandre asseguts, agenollant-se només per peticions especials. L'emperador i l'emperadriu van ser ungits al cap i a les dues mans amb crisma: l'emperador amb les oracions, "Déu, el Fill de Déu ..." i "Déu que va establir Hazael sobre Síria ...", l'emperadriu amb l'oració, "Déu Pare de la glòria eterna ..." - mentre que es cantava l'antífona Unxerunt Salomonem Sadoc Sacerdos... ("el sacerdot Zadok... "). Després va començar la missa. A petició de Napoleó, la col·lecta de la Mare de Déu (com a patrona de la catedral) es va pronunciar en lloc de la correcta prevista per al dia. Després de l'epístola, els articles de la regalia imperial van ser beneïts individualment, i lliurats a l'Emperador i l'emperadriu. 
La coronació de Napoleó i de Josephine també es diferenciava al respecte del patró observat en altres ritus de coronació occidental: normalment, en coronacions conjuntes de sobirà i consort, el sobirà és ungit primer, invertit amb la regalia, coronat i entronitzat, i només llavors es fa un ritual similar, però simplificat, de unció, investidura, coronació i entronització de la consort. No obstant això, per a la coronació de Napoleó i de Josephine, cadascun d'aquests passos es va realitzar de manera conjunta, de manera que Josephine va ser ungida immediatament després de Napoleó, i cada element de regalia se li va lliurar immediatament després de ser donat, un procediment que tampoc va trobar precedent. al pontifical romà o al cerimonial francès.

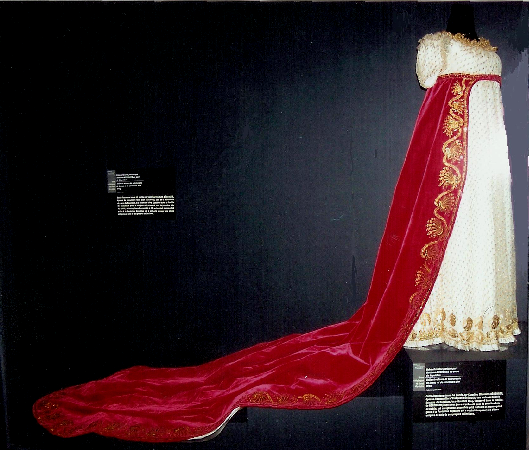
Últim vestit de la coronació de Napoleó / comtessa Bérenger, dona del comte Jean Bérenger (1767-1850)

Per a la coronació, tal com es registra al procès-verbal oficial de la Coronació la fórmula Coronet vos Deus ..., una variació al plural de la fórmula tradicional francesa "Coronet vos Deus...", (Déu et corona amb una corona de glòria i la justícia...) - una fórmula que també és pròpia del ritu de la Coronació anglesa - s'utilitzava exclusivament, en lloc de la fórmula romana Accipe coronam... (Rep la corona...).
Això diferia de l'ús de les coronacions reials franceses, en què ambdues fórmules (la romana Accipe coronam regni... i l'anglo-francesa Coronet te Deus...) es van recitar successivament. Mentre el Papa recitava la fórmula esmentada anteriorment, Napoleó es va girar i es va treure la seva corona de llorer i es va coronar ell mateix i va coronar a Joséphine agenollada amb una petita corona muntada per una creu, que primer havia col·locat al seu propi cap.
La fórmula de la coronació va ser variada utilitzant una forma plural ("Coronet vos..." en lloc de "Coronet te..."), precisament perquè la coronació de Josephine va seguir immediatament després de l'assumpció de la Corona per Napoleó. Pel que fa a la fórmula romana omesa Accipe coronam..., que representava al monarca com a rebent la seva corona de l'Església, el seu ús hauria coincidit amb la decisió de Napoleó de coronar-se. L'historiador J. David Markham, que també és cap de la Societat Napoleònica Internacional, va al·legar en el seu llibre Napoleon For Dummies «Als detractors de Napoleó els agrada dir que va arrabassar la corona al papa, o que aquest va ser un acte d'arrogància increïble, però cap dels dos aquests càrrecs contenen l'aigua: Napoleó simplement simbolitzava que es convertia en emperador basant-se en els seus propis mèrits i la voluntat de la gent, no per culpa d'alguna consagració religiosa. El Papa coneixia aquest moviment des del principi i no tenia cap objecció (no que això hauria tingut importància).» L'historiador britànic Vincent Cronin va escriure en el seu llibre Napoleon Bonaparte: An Intimate Biography «Napoleó li va dir a Pius que posaria la corona al seu propi cap. Pius no va plantejar cap objecció.» A l'entronització de Napoleó, el papa va dir: «Que Déu us confirmi en aquest tron i que Crist us doni la necessitat de governar amb ell en el seu regne etern». Limitat en les seves accions, Pius VII va proclamar encara més la fórmula llatina "Vivat imperator in aeternum!" ("Que l'Emperador visqui per sempre!"), que es va fer ressò dels cors complets en un Vivat, seguit del "Te Deum". Acabada la missa, el papa es va retirar a la sagristia, ja que es va oposar a presidir o presenciar el jurament civil que va seguir, a causa del seu contingut. Amb les mans de la Bíblia, Napoleó va jurar:
| « | Juro mantenir la integritat del territori de la República, respectar i fer respectar el Concordat i la llibertat de religió, la igualtat de drets, la llibertat política i civil, la irrevocabilitat de la venda de terres nacionals; no augmentar cap impost excepte en virtut de la llei; mantenir la institució de la Legió d'Honor i governar en l'únic interès, felicitat i glòria del poble francès.:245 | » |

El text va ser presentat a Napoleó pel President del Senat, el President de la Legislatura i el President més alt del Consell d'Estat. Després del jurament, el recentment nomenat herald d'armes va proclamar en veu alta: «El tres vegades gloriós i tres vegades august emperador Napoleó ha etat coronat i entronitzat. Visca l'emperador!»]Durant les aclamacions de la gent, Napoleó, envoltat de dignitaris, va sortir de la catedral mentre el cor cantava "Domine salvum fac imperatorem nostrum Napoleonem" - "Déu salvi el nostre emperador Napoleó".
Després de la coronació, l'emperador va presentar els estendards imperials a cadascun dels seus regiments. Segons els alts governs, el cost total va superar els 8,5 milions de francs.
A més de les pintures de David, es va fer una medalla commemorativa amb el revers dissenyat per Antoine-Denis Chaudet. El 2005 Vaughan Hart, Peter Hicks i Joe Robson feren una representació digital de la coronació per a l'exposició "Nelson i Napoleó" al National Maritime Museum.